# Дилемма близнецов
Дилемма близнецов (англ. The Twin Dilemma) — седьмая и последняя серия двадцать первого сезона британского научно-фантастического телесериала «Доктор Кто», состоящая из четырёх эпизодов, которые были показаны в период с 22 по 30 марта 1984 года.

## Сюжет
После регенерации Доктор начинает вести себя хаотично. В гардеробе он подбирает себе яркий костюм. Пери говорит ему, что он не может выйти на улицу в таком наряде, что тот воспринимает как оскорбление.
Близнецов Ромула и Рема Сильвестов посещает таинственный старик по имени профессор Эджворт и похищает их на корабль в открытом космосе. Эджворт связывается со своим начальником, слизняком Местором, который требует отправить близнецов на Титан 3. Отец близнецов, узнав о похищении, связывается с властями, и за похитителями отправляется коммандер Лэнг. Тот находит нужное судно, числящееся пропавшим, но то уходит в гиперпространство.
Тем временем Доктор, посчитав Пери инопланетным шпионом, пытается ее задушить, но видит свое лицо в зеркале и отпускает ее. Та говорит ему, что тот пытался ее убить, и Доктор сначала это отрицает, но затем, увидев ее испуганное лицо, решает стать отшельником на Титане 3. По прибытии они находят Лэнга без сознания и отводят его на ТАРДИС, где тот сообщает, что его отряд был уничтожен, и считает Доктора ответственным за это. Пери пытается убедить Лэнга, что Доктор спас его, но тот падает в обморок. Доктор отказывается спасать коммандера, беспокоясь за свою жизнь, но нехотя соглашается.
Ромул и Рем пытаются послать сигнал бедствия, но их ловят за этим, и Эджворт заставляет их выполнять вычисления без использования электроники, Местор угрожает уничтожить их разумы, если те не выполнят свою работу.
На сканере Доктор и Пери видят здание, что странно для необитаемого астероида. Оставив Лэнга, они находят туннель, ведущий в здание, но в пути натыкаются на двух инопланетян с оружием. Доктор умоляет их не убивать, и их отводят к Эджворту, в котором Доктор распознает Азмаэля, старого друга, начальника Джаконды, но преисполняется отвращением, узнав, что именно он похитил близнецов. Азмаэль телепортируется вместе с инопланетянами и близнецами, заперев путешественников в здании и оставив механизм самоуничтожения, но Доктору и Пери удается сбежать.
ТАРДИС прибывает на Джаконду, но вместо рая видит лишь пустыню, покрытую следами гигантских гастроподов. Доктор, боясь за свою жизнь, отказывается идти в замок, но все же соглашается взять туда Лэнга. В коридорах они видят фрески с историей планеты, в том числе и мифических слизняков, которые стали теперь реальностью.
Азмаэль объясняет близнецам, что Местор захватил власть и собирается перетащить две ближайшие планеты на орбиту Джаконды, и вычисления нужны, чтобы стабилизировать их орбиты. Доктор, прибыв в лабораторию, требует объяснений. Тем временем Пери ловят и доставляют к Местору. Доктора также вскоре ловят, и тот предлагает Местору свою помощь, ведь малейшая ошибка может привести к катастрофе. Тот сообщает, что планеты будут помещены в разные временные зоны по технологии, украденной у Азмаэля. Он выясняет, что из-за этого произойдет взрыв звезды, который разметает яйца гастроподов по вселенной, и те начнут завоевание.
Местор переносит свой разум в тело Азмаэля, и его тело уничтожает Доктор с помощью кислоты. Азмаэль, будучи на последней регенерации, регенерирует, что убивает его. Доктор и Пери возвращаются в ТАРДИС, Лэнг остается на Джаконде, чтобы помочь с перестройкой. Когда Пери говорит, что Доктор стал грубым, он напоминает ей, что он инопланетянин с другими ценностями и обычаями и: "Неважно, что происходит, я Доктор... нравится тебе это или нет!".

## Трансляции и отзывы
| Эпизод            | Дата показа   | Продолжительность | Телезрители (в миллионах) |
| ----------------- | ------------- | ----------------- | ------------------------- |
| «Часть 1»         | 22 марта 1984 | 24:42             | 7,6                       |
| «Часть 2»         | 23 марта 1984 | 25:09             | 7,4                       |
| «Часть 3»         | 29 марта 1984 | 24:27             | 7,0                       |
| «Часть 4»         | 30 марта 1984 | 25:04             | 6,3                       |
| [ 1 ] [ 2 ] [ 3 ] |               |                   |                           |

Это первая серия с участием Колина Бейкера в роли Шестого Доктора. Актер уже появлялся в сериале в серии «Арка бесконечности» в роли Максила. Жестокость Доктора объясняется тем, что создатели собирались со временем поменять его характер в более добрую сторону.